# Comunitat de municipis del Centre Trégor
La Comunitat de municipis del Centre Trégor (CCCT) (en bretó Kumuniezh kumunioù Kreiz Treger) és una estructura intercomunal francesa, situada al departament de les Costes d'Armor a la regió Bretanya. Té una extensió de 105,29 kilòmetres quadrats i una població de 6.427 habitants (2007). També és una de les comunitats de municipis que ha signat la carta Ya d'ar brezhoneg.

## Composició
Està formada per les 8 comunes següents :
1. Berhet
2. Caouënnec-Lanvézéac
3. Cavan
4. Coatascorn
5. Prat
6. Pluzunet
7. Quemperven
8. Tonquédec